# Nekrolog 1984
Nekrolog
◄◄
| ◄
| 1980
| 1981
| 1982
| 1983
| 1984 | 1985 | 1986 | 1987 | 1988 | ► | ►►
1. Quartal |
2. Quartal |
3. Quartal |
4. Quartal 
Weitere Ereignisse | Allgemeiner Nekrolog 1984
Die Beschreibung der verstorbenen Person sollte so kurz wie möglich gehalten sein und nur deren signifikante Tätigkeit(en) enthalten.
Neue Namen ggf. auch unter dem Geburts- und Sterbedatum, also etwa unter 1. Januar und im Geburts- und Sterbejahr (2024) eintragen (nur bei entsprechender großer Wichtigkeit). Für Beispiele siehe die schon vorhandenen Artikel.
Außerdem über die fünf zuletzt Verstorbenen, zu denen es einen ausreichend guten Artikel für eine Präsentation auf der Hauptseite gibt, nach der todesbedingten Überarbeitung der Artikel ggf. auch unter Wikipedia Diskussion:Hauptseite informieren und sie am besten auch in den anderen Wikipedia-Sprachversionen eintragen. Tipp: Regelmäßig bei news.google.de nach „ist tot“, „gestorben“ oder „verstorben“ suchen.
Wenn eine Person gestorben ist, gibt es viele Seiten zu dieser Person in der Wikipedia, die davon auch betroffen sind und entsprechend aktualisiert werden müssen. Beispiele: Namenübersichtsseite, Geburtsjahr, Geburtsort-Seiten und viele mehr.
Wie finde ich die betroffenen Seiten?
Im Suchfeld auf der linken Seite gibt man den Suchbegriff so ein: „Vorname Nachname“. Dann klickt man auf Volltext und alle Seiten mit entsprechendem Suchtext werden aufgerufen. Hier sieht man dann schnell, wo auch das Todesjahr Sinn macht oder sogar ein Teil des Artikels angepasst werden muss. Auch hilft das „Werkzeug“ auf der linken Seite sehr gut, um solche Seiten aufzufinden: „Links auf diese Seite“. Somit ist die Wikipedia wieder aktuell in allen Bereichen! Hinweis: bei Eintragung der Kategorie „Gestorben JAHR“ wird der Missbrauchsfilter 49 ausgelöst, was jedoch nicht schlimm ist. Siehe: Spezial:Missbrauchsfilter/49
Dies ist eine Liste von im Jahr 1984 verstorbenen bekannten Persönlichkeiten. Die Einträge erfolgen innerhalb der einzelnen Daten alphabetisch sortiert. Tiere sind im Nekrolog für Tiere zu finden.
Die Liste ist nach Quartalen aufgeteilt:
- Nekrolog 1. Quartal 1984: Januar, Februar und März
- Nekrolog 2. Quartal 1984: April, Mai und Juni
- Nekrolog 3. Quartal 1984: Juli, August und September
- Nekrolog 4. Quartal 1984: Oktober, November und Dezember

## Datum unbekannt
| Percy Adams                      | englischer Fußballspieler                                                                                       |  |
| Nikolai Borissowitsch Alexejew   | sowjetischer Diplomat                                                                                           |  |
| Enrique Armand-Ugón              | uruguayischer Jurist und Richter am Internationalen Gerichtshof                                                 |  |
| Dave Ashman                      | US-amerikanischer Gewichtheber                                                                                  |  |
| Arthur Baar                      | österreichisch-israelischer Fußballmanager                                                                      |  |
| Ronnie Ball                      | britischer Jazz-Pianist                                                                                         |  |
| Eberhard Bauer                   | deutscher Unternehmer                                                                                           |  |
| Gerhard Baumgärtel               | deutscher Maler und Grafiker                                                                                    |  |
| Friedebert Becker                | deutscher Sportjournalist                                                                                       |  |
| Paul Behrens                     | deutscher Unternehmer, Uhrmacher                                                                                |  |
| Robert Dudley Best               | britischer Designer und Leuchtenhersteller                                                                      |  |
| Iwannis Ephrem Bilgic            | Metropolit der Syrisch-Orthodoxen Kirche                                                                        |  |
| Fjodor Jefimowitsch Bokow        | sowjetischer Funktionär und General                                                                             |  |
| Gabriel Bouillon                 | französischer Geiger und Violinpädagoge                                                                         |  |
| Jo Bouillon                      | französischer Orchesterleiter                                                                                   |  |
| Yvonne Bovard                    | Schweizer Musikerin und Kommunistin                                                                             |  |
| Walter Breidenbach               | deutscher Pädagoge und Hochschullehrer                                                                          |  |
| Hermann Brösel                   | deutscher Fotograf und Farbenfabrikant                                                                          |  |
| Julius Richard Büchi             | Schweizer Logiker und Mathematiker                                                                              |  |
| Jack Carrington                  | englischer Tischtennisspieler                                                                                   |  |
| Antonio Castillo                 | spanischer Modedesigner und Kostümbildner                                                                       |  |
| Arthur Chandler                  | englischer Fußballspieler                                                                                       |  |
| Alois Closs                      | österreichischer Theologe                                                                                       |  |
| Kenneth John Conant              | amerikanischer Kunsthistoriker                                                                                  |  |
| Charles C. Conley                | US-amerikanischer Mathematiker                                                                                  |  |
| Kurt Daniel                      | deutscher Verwaltungsjurist                                                                                     |  |
| Hugh Sykes Davies                | englischer Dichter                                                                                              |  |
| Guillermo Díaz-Plaja             | spanischer Essayist, Dichter, Literaturkritiker und Historiker der spanischen Literatur                         |  |
| Mabel Dove Danquah               | ghanaische Journalistin, Schriftstellerin und Politikerin                                                       |  |
| Robert Dumesnil                  | französischer Filmarchitekt                                                                                     |  |
| Đặng Thai Mai                    | vietnamesischer Intellektueller und Journalist                                                                  |  |
| Erich Eggeling                   | deutscher Journalist                                                                                            |  |
| Hans Gustav Ehrenreich           | dänischer Handwerker und Designer                                                                               |  |
| Muley el Hassán ben el Mehdi     | marokkanischer Jalifa im Protektorat Spanisch-Marokko                                                           |  |
| Alfonso de Elías                 | mexikanischer Komponist                                                                                         |  |
| Daniil Borissowitsch Elkonin     | russischer Pädagoge und Psychologe                                                                              |  |
| Walter Elliott                   | US-amerikanischer Tontechniker                                                                                  |  |
| Viktor Ergert                    | österreichischer Journalist                                                                                     |  |
| Mario Escobar padre              | chilenischer Tenorsaxophonist                                                                                   |  |
| Walter Faith                     | deutscher Pianist und Komponist                                                                                 |  |
| Hans Fäh                         | deutscher Maler                                                                                                 |  |
| Billy Ford                       | US-amerikanischer R&B- und Jazzmusiker                                                                          |  |
| Karl Friediger                   | austroamerikanischer Nachrichtendienstler                                                                       |  |
| Elizabeth Friedländer            | deutsch-englische Typografin, Kalligrafin und Designerin                                                        |  |
| Andrés Gazzotti                  | argentinischer Polospieler                                                                                      |  |
| Ibrahim Ghannam                  | palästinensischer Maler                                                                                         |  |
| Felipe Gil                       | uruguayischer Politiker                                                                                         |  |
| Rosendo González Carbonell       | spanischer Kunstmaler                                                                                           |  |
| Charles Goulaouic                | französischer Mathematiker                                                                                      |  |
| Werner Graul                     | deutscher Schriftsteller, Zeichner, Grafiker und Medailleur                                                     |  |
| John J. Grebe                    | US-amerikanischer Physiker                                                                                      |  |
| Rudolf Greifeld                  | deutscher Jurist und Geschäftsführer                                                                            |  |
| Josef Grünewald                  | deutscher Unternehmer und Kommunalpolitiker (CDU)                                                               |  |
| Arvid Gutschow                   | deutscher Fotograf                                                                                              |  |
| George Nikolaus Halm             | US-amerikanischer Ökonom deutscher Herkunft                                                                     |  |
| Josef Hartinger                  | deutscher Verwaltungsjurist und Politiker (CSU)                                                                 |  |
| Josef Häupl                      | österreichischer Maler                                                                                          |  |
| Ottilie Häußermann               | deutsche Schriftstellerin                                                                                       |  |
| Karl Otto Henckel                | deutscher Anatom, Anthropologe (Physische Anthropologie) und Rassentheoretiker                                  |  |
| Paul Henkes                      | luxemburgischer Schriftsteller und Lyriker                                                                      |  |
| Elisabeth Herrmann               | deutsche Gebrauchsgrafikerin und Schriftstellerin                                                               |  |
| Hanns Hilgard                    | deutscher Diplomat                                                                                              |  |
| Karl Höllenreiner                | deutscher Rom                                                                                                   |  |
| Karl Ludwig Honeck               | italienischer Gartenbauingenieur (Südtirol)                                                                     |  |
| Nancy Horner                     | schottische Badmintonspielerin                                                                                  |  |
| Rafael Ignacio                   | dominikanischer Komponist                                                                                       |  |
| Theodor Illion                   | deutscher Schriftsteller und Arzt, angeblicher Tibetforscher                                                    |  |
| John Jackson                     | US-amerikanischer Jazz-Musiker                                                                                  |  |
| Jampel Thrinle                   | tibetischer Politiker; Geistlicher der Gelug-Schule des tibetischen Buddhismus                                  |  |
| Jin Yuelin                       | chinesischer Philosoph und Logiker                                                                              |  |
| Helmut Kalkbrenner               | deutscher Politiker (BP, BSP)                                                                                   |  |
| Günther Kandler                  | deutscher Linguist                                                                                              |  |
| Walter Kasten                    | österreichischer Ausstellungsmacher und Museumsleiter                                                           |  |
| Carl Kayser                      | australischer Kameramann                                                                                        |  |
| Karl Franz Klose                 | deutscher Fotograf                                                                                              |  |
| Gert Kragh                       | deutscher Garten- und Landschaftsgestalter                                                                      |  |
| Thomas A. Krüger                 | deutscher Maler und Grafiker                                                                                    |  |
| Leopold Küchler                  | österreichischer Chemiker                                                                                       |  |
| Paul Kuhn                        | tschechischer Mathematiker                                                                                      |  |
| Crusoe Kuningbal                 | australischer Bildhauer                                                                                         |  |
| Nestu Laiviera                   | maltesischer Politiker der Malta Labour Party (MLP) und Sprecher des Repräsentantenhauses (Speaker of the Ho... |  |
| Albin Lang                       | deutscher Kommunalpolitiker, Oberbürgermeister der Stadt Landshut (1952–1969)                                   |  |
| Denise Letourneur                | Schweizer Musikerin                                                                                             |  |
| Hilding Linnqvist                | schwedischer Maler                                                                                              |  |
| Fred Ludlow                      | US-amerikanischer Motorradrennfahrer, Motorradweltrekordhalter (1924)                                           |  |
| Erna Lugebiel                    | deutsche Widerstandskämpferin                                                                                   |  |
| Otto Luick                       | deutscher Maler und Mitglied der Stuttgarter Sezession                                                          |  |
| David Luschnat                   | deutscher Schriftsteller                                                                                        |  |
| Kevin A. Lynch                   | US-amerikanischer Stadtplaner, Architekt und Autor                                                              |  |
| Frank Lynder                     | deutscher Journalist und Kaffeemakler                                                                           |  |
| Jean Mauberna                    | französischer Kolonialbeamter                                                                                   |  |
| Adolfo Mengotti                  | Schweizer Fußballspieler                                                                                        |  |
| Gustav von Metzler               | deutscher Bankier und Teilhaber des Bankhauses Benjamin Metzler                                                 |  |
| Anthony Morse                    | US-amerikanischer Mathematiker                                                                                  |  |
| Karl Ludwig Münnich              | deutscher Mundartdichter und Verleger                                                                           |  |
| Margarete Neff                   | österreichische Schauspielerin                                                                                  |  |
| Eduard Nohe                      | deutscher Agrarwissenschaftler                                                                                  |  |
| George Orendorff                 | US-amerikanischer Jazztrompeter                                                                                 |  |
| Vasile Patilineț                 | rumänischer Politiker (PCR)                                                                                     |  |
| George Clinton Pelham            | britischer Diplomat                                                                                             |  |
| Baltzar von Platen               | schwedischer Erfinder                                                                                           |  |
| Flavio Poli                      | italienischer Designer                                                                                          |  |
| Egon Pollak                      | österreichischer Fußballspieler                                                                                 |  |
| Maria Potesil                    | österreichische Gerechte unter den Völkern                                                                      |  |
| Walter Prager                    | Schweizer Skirennläufer                                                                                         |  |
| Michail Wassiljewitsch Pridanzew | russischer Metallurg                                                                                            |  |
| Ernest Prodolliet                | Schweizer Diplomat                                                                                              |  |
| Wladimir Sergejewitsch Pyschnow  | sowjetischer Aerodynamiker                                                                                      |  |
| Hermine Raths                    | Schweizer Unternehmerin                                                                                         |  |
| Albert Reimann                   | deutscher Unternehmer                                                                                           |  |
| Albert Riedel                    | deutsch-US-amerikanischer Alchemist                                                                             |  |
| Sepp Ritter                      | liechtensteinischer Tierarzt und Mitglied der Volksdeutschen Bewegung in Liechtenstein                          |  |
| Eugen Rittweger de Moor          | belgischer Diplomat                                                                                             |  |
| Otto Rumpf                       | deutscher Bildhauer                                                                                             |  |
| Joseph Saladin                   | Schweizer Schriftsteller                                                                                        |  |
| Baba Sali                        | orientalischer Rabbiner und Kabbalist                                                                           |  |
| Klaus Sandler                    | österreichischer Literaturherausgeber                                                                           |  |
| Gino Sarfatti                    | italienischer Industrie- und Produktdesigner                                                                    |  |
| Walter Schäfer                   | deutscher Schulleiter                                                                                           |  |
| Georg Schindler                  | deutscher Kommunalpolitiker                                                                                     |  |
| Josef Schleinkofer               | deutscher Boxer                                                                                                 |  |
| Horst Schneider                  | deutscher Organist und Orgelsachverständiger                                                                    |  |
| Josef Schnitzer junior           | deutscher Stuckateur                                                                                            |  |
| Ferdinand Schoen                 | deutscher Rechtsmediziner und NS-Funktionär                                                                     |  |
| Brian Betham Schofield           | britischer Marineoffizier und Militärhistoriker                                                                 |  |
| Ethel Scott                      | britische Sprinterin                                                                                            |  |
| Georgi Anatoljewitsch Selma      | sowjetischer Fotograf und Fotokorrespondent                                                                     |  |
| Waitstill Sharp                  | US-amerikanischer Pastor der unitarischen Glaubensgemeinschaft, Gerechter unter den Völkern                     |  |
| Carl Stueber                     | deutscher Komponist und Musikwissenschaftler                                                                    |  |
| Uriel Tal                        | israelischer Historiker                                                                                         |  |
| Paul Schuster Taylor             | US-amerikanischer Sozialwissenschaftler                                                                         |  |
| Walter Tießler                   | deutscher Propagandist des Nationalsozialismus                                                                  |  |
| Tim Leura Tjapaltjarri           | australischer Künstler                                                                                          |  |
| Michael Townsend                 | englischer Admiral                                                                                              |  |
| Virgil Trofin                    | rumänischer Politiker (PMR/PCR)                                                                                 |  |
| Emilio Ucar                      | uruguayischer Schriftsteller                                                                                    |  |
| Otto Uhlig                       | deutscher Heimatforscher und Regierungsrat                                                                      |  |
| Joachim Vogel                    | deutscher Fußballspieler                                                                                        |  |
| Richard Vogts-Umbach             | deutscher Finanzbeamter, Kunstsammler und Maler                                                                 |  |
| Otto Weicken                     | deutscher Architekt                                                                                             |  |
| Josef Weiszl                     | österreichischer SS-Oberscharführer und Täter des Holocaust                                                     |  |
| Kurt Wellenkamp                  | deutscher Verwaltungsjurist und Ministerialbeamter                                                              |  |
| Franz West                       | österreichischer Antifaschist                                                                                   |  |
| Albert Westerlinck               | belgischer Literaturwissenschaftler und Schriftsteller                                                          |  |
| Karl Wilde                       | deutscher Diplomat                                                                                              |  |
| Walter Theodor Winkler           | deutscher Psychiater und Arzt                                                                                   |  |
| Elmon Wright                     | US-amerikanischer R&B- und Jazz-Musiker                                                                         |  |
| Wanda Wulz                       | italienische Fotografin                                                                                         |  |
| Yang Yinliu                      | chinesischer Musikforscher                                                                                      |  |
| Hans Zimmermann                  | deutscher Politiker (NSDAP), MdR                                                                                |  |